# De Clérambaults syndrom
De Clérambaults Syndrom är en sjuklig fixering vid en annan person. En person är kär i en viss annan person och inbillar sig att kärleken är besvarad. Den andra personen är ofta rik och känd eller har högre social status. Ofta får den fixerade personen kännedom om sin idol genom media. Det är en envägsrelation och leder inte sällan till att personen som lider av syndromet förföljer den utvalda. Ett annat ord för syndromet är paranoia erotica. Ordet erotomani kan också användas i denna betydelse, men det ordet kan även syfta på andra saker som sjukligt ökat sexualbegär m.m.
Den brittiske författaren Ian McEwan beskriver detta i boken Kärlekens raseri.
Tillståndet har beskrivits av G G de Clérambault.